# Albuca cremnophila
Albuca cremnophila är en sparrisväxtart som beskrevs av Van Jaarsv. och A.E.van Wyk. Albuca cremnophila ingår i släktet Albuca och familjen sparrisväxter. Inga underarter finns listade i Catalogue of Life.